# كلارنس ستيوارت وليامز
كلارنس ستيوارت وليامز (بالإنجليزية: Clarence Stewart Williams)‏ هو ضابط أمريكي، ولد في 7 أكتوبر 1863 في سبرينغفيلد في الولايات المتحدة، وتوفي في 24 أكتوبر 1951 في شارلوتسفيل في الولايات المتحدة.